# Рупрехт (король Німеччини)
Рупрехт I (нім. Ruprecht von der Pfalz; 5 травня 1352 — 18 травня 1410) — король Німеччини в 1400-1410 роках, курфюрст Пфальца в 1398-1410 роках (як Рупрехт III).

## Життєпис

### Курфюрст
Походив з династії Віттельсбахів. Син Рупрехта II, курфюрста Пфальца, та Беатриси (доньки Педро II, короля Сицілії). Виховувався в монастирі Лібенау біля Вормса своєю бабусею Ірменгардою фон Оттінген.
Замолоду брав участь в урядуванні батька. 1374 році одружився з донькою бургграфа Нюрнберзького. У 1385—1386 роках перебував у Пруссії, де воював на боці Тевтонського ордену. 1398 року після смерті батька став новим курфюрстом як Рупрехт III.

### Король
Рупрехта Віттельсбаха було обрано німецьким королем після повалення князями його попередника Вацлава IV Люксембурзького. Обрання його було визнано лише в південно-західній Німеччині, північ залишилася байдужою до перевороту, а схід готувався до війни. Він підтримав папу римського Боніфація IX під час Великої схизми, проте не надав йому значної підтримки.
Першою турботою короля Рупрехта було змусити Вацлава поважати рішення курфюрстів. Позбавлений влади імператор знаходився в цей час в розбраті зі своїми чеськими васалами. Ледве імперське військо на чолі з сином нового короля Людвігом вступило до Богемії, значна кількість місцевих феодалів перейшли на його бік. Венцеля було взято в облогу в Празі. 1401 року Люксембург погодився прийняти всі умови Рупрехта I.
Відразу слідом за тим у вересні 1401 року останній вирушив на коронацію в Італію. Перебравшися через Альпи, він опинився у володіннях Джана Галеаццо Вісконті, якому імператор Венцель продав титул герцога Міланського. Як і багато німецьких князів, обурений цією угодою, король Рупрехт вважав її незаконною. Він зажадав, щоб Вісконті повернув імперські лени. Новоявлений герцог відповів відмовою. 21 жовтня неподалік від Брешії відбулася вирішальна битва, в якій військо Рупрехта зазнало нищівної поразки.
Рупрехт повернувся до Трієнта. У нього залишилося мало вояків і зовсім не було грошей, але він вирішив зробити ще одну спробу дістатися до Рима. Через Фріулі він дійшов до Падуї і, щоб зібрати грошей, змушений був закласти свою срібний посуд. Але це мало йому допомогло. Нарешті, переконавшись у своєму безсиллі, Рупрехт навесні 1402 року повернувся до Німеччини без корони і без війська. Авторитет його після цього впав дуже низько. У Німеччині панувала анархія: князі та імперські міста не звертали уваги на розпорядження короля.
У вересні 1405 року Іоганн II Нассауський, архієпископ Майнцький, схилив Ебергарда III, графа Вюртемберга, Бернарда I Церінгена, маркграфа Бадену, і 17 швабських міст укласти оборонний союз проти Рупрехта. Король намагався протестувати проти цього союзу, але не мав сил для боротьби. У грудні 1406 року Рупрехт визнав за князями і імперськими містами право укладати між собою союзи для збереження спокою. Цим він відняв у себе будь-яку владу в країні. До самої смерті Рупрехт продовжував дуже потребувати грошей. Після його смерті довелося продати королівську корону та інші коштовності, щоб розплатитися з його боргами.
Рупрехт Пфальцький помер у своєму замку Ландскроне поблизу Оппенгейма 18 травня 1410 року і був похований у церкві Святого Духа у Гейдельберзі.

## Особисті якості
За свідченням всіх хроністів був чоловіком мирним, справедливим, набожним, добрим, хоробри, водночас енергійним. Збереглися також свідчення його вченості.

## Родина
Дружина — Єлизавета, донька Фрідриха V Гогенцоллерна, бургграфа Нюрнберзького і Єлизавети Майсенської
Діти:
- Рупрехт Піпан (1375—1397)
- Маргарита (1376—1434) — дружина Карла II, герцога Лотарингії
- Фрідріх (1377—1401)
- Людвіг (1378—1436) — курфюрст Пфальца у 1410—1436 роках, одружений з Бланкою, дочкою короля Англії Генріха IV
- Агнеса (1379—1401) — дружина графа Клевського Адольфа II (I)
- Єлизавета (1381—1408) — дружина Фрідриха IV Габсбурга, герцога Австрійського, сина Леопольда III
- Йоганн (1383—1443) — граф Пфальц-Ноймарктський
- Стефан (1385—1459) — граф Пфальц-Зіммерн-Цвайбрюкенський
- Оттон (1390—1461) — граф Пфальц-Мосбаський